# Contractualismo
Contratualismo é um termo na filosofia social que se refere a uma família de teorias políticas na tradição do contrato social (Quando usado nesse sentido, o termo é sinônimo de contractarismo), ou à teoria ética desenvolvida nos últimos anos por T. M. Scanlon, especialmente em seu livro e que devemos uns aos outros.
De um modo geral, o contrato social ou contratualismo consiste na ideia de um acordo firmado entre os diferentes membros de uma sociedade, que se unem com o intuito de obterem as vantagens garantidas a partir da ordem social.
Assim, os indivíduos abdicam de certos direitos ou liberdades para que possam organizar um governo, liderado por um poder maior ou um conjunto de autoridades.
De acordo com a maioria das correntes teóricas do contratualismo, o medo, a insegurança e a instabilidade da natureza humana garantiu com que os indivíduos pudessem conceder poderes a determinadas pessoas em específico para que pudesse ser organizada uma ordem em suas vidas, Neste sentido, surge o compromisso coletivo de obedecer e acatar as normas estabelecidas pelos governantes, assim como estes também devem estar cientes das suas obrigações para garantir o bem-estar do povo.
Os teóricos do contrato social da história do pensamento político incluem Hugo Grotius (1625), Thomas Hobbes (1651), Samuel Pufendorf (1673), John Locke (1689), Jean-Jacques Rousseau (1762), e Immanuel Kant (1797); mais recentemente, John Rawls (1971), David Gauthier (1986) e Philip Pettit (1997).